# Koniecznaja (rejon charowski)
Koniecznaja (ros. Конечная) – wieś w Rosji, w rejonie charowskim obwodu wołogodzkiego. W 2010 r. liczyła 5 mieszkańców.